# Curtains (bài hát)
"Curtains" '(Rèm cửa)' là một bài hát của nam ca sĩ kiêm nhạc sĩ người Anh Ed Sheeran. Ca khúc đã được phát hành dưới dạng bài hát thứ tám trong album phòng thu thứ sáu − (2023) vào ngày 5 tháng 5 năm 2023 thông qua hãng Asylum Records và Atlantic Records.
Ca khúc do giọng ca chính Ed Sheeran sáng tác và được Aaron Dessner đảm nhận vai trò sản xuất. Bài hát đã được công bố trong danh sách ca khúc cùng với album vào ngày 1 tháng 3 năm 2023, tạo ra một số cơ hội đặt hàng trước cho album. Video ca nhạc của bài hát đã được công chiếu vào ngày 5 tháng 5 năm 2023, cùng ngày với album được phát hành.

## Cấu trúc
"Curtains" được viết bởi Ed Sheeran và được Aaron Dessner đảm nhận cho công việc sản xuất. Là một bài hát thuộc thể loại folk pop, ca khúc chia sẻ về ý nghĩa "chìm mình trong công việc để đem lại sự bình yên trong tâm hồn". Trong một cuộc phỏng vấn với tờ The Guardian, Sheeran đã chia sẻ về cảm giác khó chắc chắn và sự chết chóc khi gần như không thể vượt qua khó khăn. Ca khúc được bao phủ bằng một lớp guitar điện thể hiện lên tâm trạng của anh trong từng giai điệu. Ngoài ra, cấu trúc của bài hát cũng được xây dựng dựa trên từng nốt tiến trình hợp âm thứ gợi nhớ đến phong cách nhạc grunge của Avril Lavigne.

## Đánh giá chuyên môn
Nick Levine viết cho tạp chí NME đã bày tỏ về bài hát "có một chút giai điệu xuân sang kèm thêm với tiếng guitar nhạc rock khiến cho anh liên tưởng đến ban nhạc The Cranberries. Đăc biêt là đoạn điệp khúc của bài hát đã được anh nhận xét là nó tạo nên sự ca ngợi thực sự, giống như một đĩa đơn của tương lai". Bà Maura Johnston từ tạp chí Rolling Stone đã chia sẻ về bài hát đã "biến cho trò chơi trốn tìm giống như một phép ẩn dụ để kéo bản thân ra khỏi mớ hỗn độn của cuộc đời".

## Video ca nhạc
Video ca nhạc chính thức của "Curtains" đã được công chiếu lần đầu cùng với toàn bộ video ca nhạc còn lại trong album vào ngày 5 tháng 5 năm 2023, cùng ngày với album được phát hành. Ngoài ra, video như là một phần của album visual.
Video được lấy bối cảnh tại một khu rừng. Trong nửa đoạn video đầu tiên, Sheeran đi lang thang trên khắp các khu rừng với những người xung quanh đang bỏ chạy một cách tán loạn. Màu sắc của video cũng biểu thị cho tâm trạng của anh khi nó được đan xen giữa màu xanh lam và màu cam, thể hiện cho nơi mà Sheeran mất phương hướng và đang cố gắng né tránh mọi người (màu xanh lam) và nơi mà Sheeran vui vẻ và hoà đồng với mọi người (màu cam). Ngay khi phần còn lại của video kết thúc, màn sương trong khu rừng đã bắt đầu tan dần và Sheeran cùng với những người xung quanh bước đi. Kể cả khi màu sắc có thay đổi tâm trạng thì Sheeran trong màn sương xanh cũng vẫn cảm thấy vui vẻ.

## Bảng xếp hạng
| Bảng xếp hạng (2023)            | Thứ hạng |
| ------------------------------- | -------- |
| Úc (ARIA)                       | 24       |
| Canada (Canadian Hot 100)       | 61       |
| Đức (Official German Charts)    | 87       |
| Thế giới Global 200 (Billboard) | 73       |
| Ireland (IRMA)                  | 23       |
| Hà Lan (Single Top 100)         | 61       |
| New Zealand (Recorded Music NZ) | 25       |
| Bồ Đào Nha (AFP)                | 200      |
| Thụy Điển (Sverigetopplistan)   | 40       |
| Thụy Sĩ (Schweizer Hitparade)   | 33       |
| Anh Quốc (OCC)                  | 16       |
| Hoa Kỳ Billboard Hot 100        | 97       |